# رود کولوی
رود کولوی (Кулой) یک رودخانه در استان آرخانگلسک کشور روسیه است.